# 阿多内·斯泰林
阿多内·斯泰林（義大利語：Adone Stellin，1921年3月3日—1996年5月14日），意大利前男子足球运动员，场上位置是后卫。他曾代表意大利国奥队参加1948年夏季奥林匹克运动会足球比赛。